# Formiana meander
Formiana meander är en fjärilsart som beskrevs av Kirby 1892. Formiana meander ingår i släktet Formiana och familjen mätare. Inga underarter finns listade i Catalogue of Life.